# Rozległa sieć komputerowa

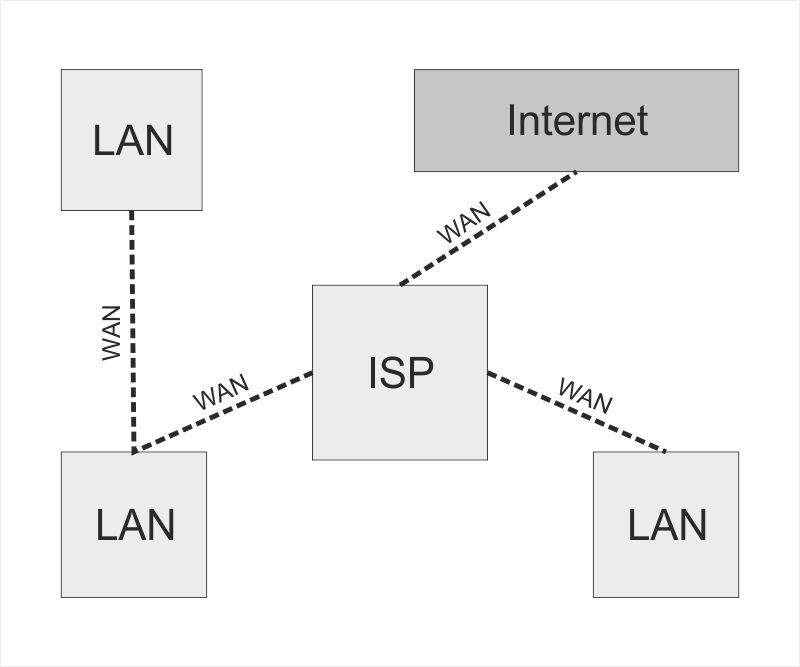
Schemat przykładowej sieci WAN

Rozległa sieć komputerowa, WAN (od ang. wide area network) – sieć komputerowa znajdująca się na obszarze wykraczającym poza miasto, kraj lub kontynent.
Internet jest obecnie największą istniejącą siecią WAN.

## Główne cechy sieci WAN
- Łączą ze sobą urządzenia rozmieszczone na dużych obszarach geograficznych (kraju, kontynentu).
- W celu zestawienia połączenia między dwoma miejscami korzystają z usług operatorów telekomunikacyjnych.
- Wykorzystują różne odmiany transmisji szeregowej.

Sieć WAN działa w warstwie fizycznej oraz warstwie łącza danych modelu odniesienia OSI. Łączy ona ze sobą lokalne sieci komputerowe, które są zazwyczaj rozproszone na dużych obszarach geograficznych. Sieci WAN umożliwiają wymianę ramek i pakietów danych między routerami i przełącznikami oraz obsługiwanymi sieciami lokalnymi.
Standardy sieci WAN są opracowywane przez:
- Sektor Normalizacji Telekomunikacji Międzynarodowego Związku Telekomunikacyjnego (ITU-T, ang. International Telecommunication Union-Telecommunication Standardization Sector), dawniej International Telegraph and Telephone Consultative Committee (CCITT)
- Międzynarodowa Organizacja Normalizacyjna (ISO, International Organization for Standardization)
- Grupa Robocza ds. Technicznych Internetu (IETF, Internet Engineering Task Force)
- Sojusz Przemysłu Elektronicznego (Electronic Industries Alliance, EIA).

## Protokoły WAN
Połączenie z siecią WAN może zostać utworzone w oparciu o następujące protokoły: ADSL, ATM, DSL, Frame Relay, HDLC, ISDN, PPP, SMDS, X.25. Można je podzielić na następujące grupy technik łączenia:
- komutacja kanałów (ang. circuit-switched) – PPP, ISDN
- łącza dzierżawione (trwałe, dedykowane, ang. dedicated-switched)
- komutacja komórek (ang. cell-switched) – ATM, SMDS
- komutacja pakietów (ang. packet-switched) – Frame Relay, X.25.